# سیارک ۱۱۴۵۱
سیارک ۱۱۴۵۱ (به انگلیسی: 11451 Aarongolden، نامگذاری:1979QR1) یازده هزار و چهارصد و پنجاه و یکمین سیارک کشف شده‌است که در ۲۲ اوت ۱۹۷۹ کشف شد.
قدر مطلق سیارک برابر ۱۳٫۹۰ است.